# Gouvernement Akkar
Das Gouvernement Akkar (arabisch محافظة عكار) ist eines von inzwischen neun Gouvernements im Libanon. Verwaltungssitz ist Halba.

## Geschichte
Die Bildung des Gouvernements wurde im Jahr 2003 beschlossen. Erst 2015 wurde es dann aus dem Gouvernement Nord-Libanon herausgelöst und Imad Labaki zum Gouverneur bestimmt.

## Geographie
Das Gouvernement Akkar bedeckt eine Fläche von 788 km². Es grenzt an Syrien (im Norden), das Gouvernement Nord-Libanon (im Süden) und das Gouvernement Baalbek-Hermel (im Osten).

## Ethnische Aufteilung
Die Bevölkerung ist mehrheitlich sunnitisch, größere Minderheiten stellen orthodoxe Christen, Maroniten und Alawiten. Es gibt nur wenige Schiiten.

## Gliederung
Das Gouvernement besteht aus nur einem Distrikt:
| Distrikt | Hauptort |
| -------- | -------- |
| Akkar    | Halba    |

## Städte und größere Siedlungen
- Al Qamamin
- Andaket
- Arqa
- Aydamun
- Bebnin
- Berkayel
- Bireh
- Chadra
- Sheikh Mohammad
- Chittaha
- Denbo
- Fnaydeq
- Halba
- El Hed
- Hisah
- Kobayat
- Kouachra
- Massoudieh
- Miniara
- Mish Mish
- Qaabrîne
- Qabeit
- Rahbeh
- Zawarib
- Beit Younes